# Olympische Sommerspiele 2012/Rudern – Achter (Männer)
Der Ruderwettbewerb im Achter der Männer bei den Olympischen Spielen 2012 in London wurde vom 28. Juli bis zum 1. August 2012 auf dem Dorney Lake ausgetragen. 64 Athleten in acht Booten traten an. 
Die Ruderregatta, die über 2000 Meter ausgetragen wurde, begann mit zwei Vorläufen. Die Boote auf Platz 1 qualifizierten sich direkt für das Finale, die anderen mussten in den Hoffnungslauf. Hier qualifizierten sich die ersten vier Boote für das Finale, die übrigen traten im Finale B zur Ermittlung der Plätze 7 und 8 an.
Die jeweils qualifizierten Boote sind hellgrün unterlegt.

## Titelträger
| Olympiasieger | Kanada Ruderer: Kevin Light, Ben Rutledge, Andrew Byrnes, Jake Wetzel Malcolm Howard, Dominic Seiterle, Adam Kreek, Kyle Hamilton Steuermann: Brian Price                        | Peking 2008 |
| Weltmeister   | Deutschland Ruderer: Gregor Hauffe, Andreas Kuffner, Eric Johannesen, Maximilian Reinelt Richard Schmidt, Lukas Müller, Florian Mennigen, Kristof Wilke Steuermann: Martin Sauer | Bled 2011   |

## Bootsbesatzung
| Boot               | Ruderer | Steuermann           |
| ------------------ | --- | -------------------- |
| Australien         | Samuel Loch, Francis Hegerty, Cameron McKenzie-McHarg, Bryn Coudraye Thomas Swann, Joshua Booth, Matt Ryan, Nicholas Purnell           | Tobias Lister        |
| Deutschland        | Filip Adamski, Andreas Kuffner, Eric Johannesen, Maximilian Reinelt Richard Schmidt, Lukas Müller, Florian Mennigen, Kristof Wilke     | Martin Sauer         |
| Großbritannien     | Alex Partridge, James Foad, Tom Ransley, Richard Egington Mohamed Sbihi, Gregory Searle, Matt Langridge, Constantine Louloudis         | Phelan Hill          |
| Kanada             | Gabriel Bergen, Douglas Csima, Robert Gibson, Conlin McCabe Malcolm Howard, Andrew Byrnes, Jeremiah Brown, Will Crothers               | Brian Price          |
| Niederlande        | Sjoerd Hamburger, Diederik Simon, Rogier Blink, Matthijs Vellenga Roel Braas, Jozef Klaassen, Olivier Siegelaar, Mitchel Steenman      | Peter Wiersum        |
| Polen              | Marcin Brzeziński, Piotr Juszczak, Mikołaj Burda, Piotr Hojka Zbigniew Schodowski, Michał Szpakowski, Krystian Aranowski, Rafał Hejmej | Daniel Trojanowski   |
| Ukraine            | Anton Choljasnykow, Wiktor Hrebennykow, Iwan Tymko, Artem Moros Andrij Pryweda, Walentin Klezkoi, Oleh Lykow, Serhij Tschykanow        | Olexander Konowaljuk |
| Vereinigte Staaten | David Banks, Grant James, Ross James, William Miller Giuseppe Lanzone, Stephen Kasprzyk, Jacob Cornelius, Brett Newlin                 | Zachary Vlahos       |

## Vorläufe
28. Juli 2012

### Vorlauf 1
| Platz | Boot               | Besatzung                                                                                         | Zeit (min) |
| ----- | ------------------ | ------------------------------------------------------------------------------------------------- | ---------- |
| 1     | Vereinigte Staaten | Banks, James, James, Miller, Lanzone, Kasprzyk, Cornelius, Newlin, Vlahos (Stm.)                  | 5:30,72    |
| 2     | Australien         | Loch, Hegerty, McKenzie-McHarg, Coudraye, Swann, Booth, Ryan, Purnell, Lister (Stm.)              | 5:32,43    |
| 3     | Polen              | Brzeziński, Juszczak, Burda, Hojka, Schodowski, Szpakowski, Aranowski, Hejmej, Trojanowski (Stm.) | 5:35,64    |
| 4     | Ukraine            | Choljasnykow, Hrebennykow, Tymko, Moros, Pryweda, Klezkoi, Lykow, Tschykanow, Konowaljuk (Stm.)   | 5:38,02    |

### Vorlauf 2
| Platz | Boot           | Besatzung                                                                               | Zeit (min) |
| ----- | -------------- | --------------------------------------------------------------------------------------- | ---------- |
| 1     | Deutschland    | Adamski, Kuffner, Johannesen, Reinelt, Schmidt, Müller, Mennigen, Wilke, Sauer (Stm.)   | 5:25,52    |
| 2     | Großbritannien | Partridge, Foad, Ransley, Egington, Sbihi, Searle, Langridge, Louloudis, Hill (Stm.)    | 5:27,61    |
| 3     | Niederlande    | Hamburger, Simon, Blink, Vellenga, Braas, Klaassen, Siegelaar, Steenman, Wiersum (Stm.) | 5:28,99    |
| 4     | Kanada         | Bergen, Csima, Gibson, McCabe, Howard, Byrnes, Brown, Crothers, Price (Stm.)            | 5:37,91    |

## Hoffnungslauf
30. Juli 2012
| Platz | Boot           | Besatzung                                                                                         | Zeit (min) |
| ----- | -------------- | ------------------------------------------------------------------------------------------------- | ---------- |
| 1     | Großbritannien | Partridge, Foad, Ransley, Egington, Sbihi, Searle, Langridge, Louloudis, Hill (Stm.)              | 5:26,85    |
| 2     | Kanada         | Bergen, Csima, Gibson, McCabe, Howard, Byrnes, Brown, Crothers, Price (Stm.)                      | 5:27,41    |
| 3     | Niederlande    | Hamburger, Simon, Blink, Vellenga, Braas, Klaassen, Siegelaar, Steenman, Wiersum (Stm.)           | 5:27,98    |
| 4     | Australien     | Loch, Hegerty, McKenzie-McHarg, Coudraye, Swann, Booth, Ryan, Purnell, Lister (Stm.)              | 5:28,67    |
| 5     | Polen          | Brzeziński, Juszczak, Burda, Hojka, Schodowski, Szpakowski, Aranowski, Hejmej, Trojanowski (Stm.) | 5:30,34    |
| 6     | Ukraine        | Choljasnykow, Hrebennykow, Tymko, Moros, Pryweda, Klezkoi, Lykow, Tschykanow, Konowaljuk (Stm.)   | 5:42,19    |

## Finale

### Finale B
1. August 2012, 11:30 Uhr MESZ

Anmerkung: zur Ermittlung der Plätze 7 und 8
| Platz | Boot    | Besatzung                                                                                         | Zeit (min) |
| ----- | ------- | ------------------------------------------------------------------------------------------------- | ---------- |
| 7     | Polen   | Brzeziński, Juszczak, Burda, Hojka, Schodowski, Szpakowski, Aranowski, Hejmej, Trojanowski (Stm.) | 5:57,67    |
| 8     | Ukraine | Choljasnykow, Hrebennykow, Tymko, Moros, Pryweda, Klezkoi, Lykow, Tschykanow, Konowaljuk (Stm.)   | 6:07,33    |

### Finale A
1. August 2012, 13:30 Uhr MESZ

Anmerkung: zur Ermittlung der Plätze 1 bis 6
| Platz | Boot               | Besatzung                                                                               | Zeit (min) |
| ----- | ------------------ | --------------------------------------------------------------------------------------- | ---------- |
| 1     | Deutschland        | Adamski, Kuffner, Johannesen, Reinelt, Schmidt, Müller, Mennigen, Wilke, Sauer (Stm.)   | 5:48,75    |
| 2     | Kanada             | Bergen, Csima, Gibson, McCabe, Howard, Byrnes, Brown, Crothers, Price (Stm.)            | 5:49,98    |
| 3     | Großbritannien     | Partridge, Foad, Ransley, Egington, Sbihi, Searle, Langridge, Louloudis, Hill (Stm.)    | 5:51,18    |
| 4     | Vereinigte Staaten | Banks, James, James, Miller, Lanzone, Kasprzyk, Cornelius, Newlin, Vlahos (Stm.)        | 5:51,48    |
| 5     | Niederlande        | Hamburger, Simon, Blink, Vellenga, Braas, Klaassen, Siegelaar, Steenman, Wiersum (Stm.) | 5:51,72    |
| 6     | Australien         | Loch, Hegerty, McKenzie-McHarg, Coudraye, Swann, Booth, Ryan, Purnell, Lister (Stm.)    | 5:51,87    |